# リーバイス・バレンズエラ・ジュニア
リーバイス・バレンズエラ・ジュニア（Levis Valenzuela Jr.、1988年5月30日 - ）は、アメリカ合衆国のプロレスラー。ノースカロライナ州ダーラム出身のラテン系アメリカ人。

## 来歴

### CWF Mid-Atlantic
2013年、地元であるノースカロライナ州を拠点とするインディー団体であるCWF Mid-Atlantic（Carolina Wrestling Federation Mid-Atlantic）が運営するCWFドージョーにてトレーニングを開始。5月17日、CWF Mid-Atlanticにてドミニカ共和国出身のギミックであるマニー・ガルシア（Manny Garcia）としてプロレスラーデビューを果たし、リック・コンバースと対戦するが敗れた。CWF Mid-Atlanticと並行してFSPW（Fire Star Pro Wrestling）にも参戦。
2014年2月9日、FSPW WrestleRevial IIにてFSPW南東王座争奪バトルロイヤルに出場して優勝を飾り、プロレスラーとしてのキャリア初のタイトルを獲得。5月3日、CWF Mid-Atlantic Explosive Elements 2014にてCWF Mid-Atlantic TV王座を保持するマーク・ジェームスに挑戦して勝利し、ベルトを奪取した。
2015年2月28日、マット・ハーディーが主宰するインディー団体であるOMEGA（Organization Of Modern Extreme Grappling Arts）に参戦。オープニングマッチでエリック・ロイヤルと対戦するが敗れた。

### WWE

#### NXT
2015年4月13日、アメリカのメジャー団体であるWWEと契約を交わし入団。トレーニング施設であるWWEパフォーマンスセンターにて訓練を開始し、7月より傘下団体であるNXTに昇格。同月29日、NXTにてイライアス・サムソンとタッグを組んでジェイソン・ジョーダン & チャド・ゲイブルと対戦するが敗戦した。
2016年3月24日、NXT Liveにてリングネームをノー・ウェイ・ホセ（No Way Jose）へと変更。マニー・アンドラーデと対戦して勝利した。4月20日、NXTに初登場。アレクサンダー・ウルフと対戦。入場から高いテンションで登場し、序盤よりペースを掴むと観客より "Ole!" チャントを受けるとホームラン・スウィンギング・ダブルアックスハンドルからビッグライトハンドへと繋げて勝利した。

#### WWE
2018年4月9日、WWE・RAWに昇格。ジョン・スカイラーと対戦。試合開始直後にヒップトスからノックアウトパンチを決めて勝利した。

## 得意技
コブラクラッチスラム
ファストボールパンチ
フィニッシャー。
野球のピッチングフォームの構えから勢いをつけてフックを決める。
澤宗紀の伊良部パンチと同型技。
ポップアップファストボールパンチ
フィニッシャー。走ってきた相手のカウンターで放つ。
ホームラン・スウィンギング・ダブルアックスハンドル
野球のバッティングフォームの構えからクロスチョップを決める。
ウォーレン・クロマティのホームランチョップと同型技。
ドミニカンドロップ
スプラッシュマウンテン。インディー時代のフィニッシャー。
バチャータ・ボウ
エルボーバット

## 獲得タイトル
CWF Mid-Atlantic
- CWF Mid-Atlantic TV王座 : 2回

FSPW
- FSPW南東王座 : 1回

## 入場曲
- No Way